# Glaucostola subtussisignata
Glaucostola subtussisignata är en fjärilsart som beskrevs av Felix Bryk 1953. Glaucostola subtussisignata ingår i släktet Glaucostola och familjen björnspinnare. Inga underarter finns listade i Catalogue of Life.